# Anomis luridula
Anomis luridula là một loài bướm đêm trong họ Erebidae.